# Kalkacha
Kalkacha är en krater i Kenya.   Den ligger i länet Marsabit, i den norra delen av landet, 600 km norr om huvudstaden Nairobi. Toppen på Kalkacha är 858 meter över havet, eller 93 meter över den omgivande terrängen. Bredden vid basen är 2,2 km.
Terrängen runt Kalkacha är huvudsakligen platt.  Trakten runt Kalkacha är nära nog obefolkad, med mindre än två invånare per kvadratkilometer. Det finns inga samhällen i närheten. Omgivningarna runt Kalkacha är i huvudsak ett öppet busklandskap.